# Karl Hannibal von Dohna
Karl Hannibal Burggraf von Dohna (* 1588; † 21. Februar 1633 in Prag, Königreich Böhmen) wurde als Erbe seines Vaters, Abraham II. von Dohna, 1612 Landvogt der Oberlausitz. Nachdem er zur Römisch-katholischen Kirche übergetreten war, schloss er sich während der Böhmischen Ständeaufstandes eng an den Kaiser Matthias an.
Zunächst versuchte er 1618/19 den evangelischen Oberlausitzer Ständen das Bündnis mit den aufständischen Böhmen auszureden. Als die Oberlausitzer sich an der Absetzung Ferdinands II. als böhmischen König beteiligten und Friedrich V. von der Pfalz zum Nachfolger wählten, wurde die Position des katholischen Landvogts in Bautzen unhaltbar. Er wurde von den Ständen aus der Ortenburg vertrieben. Karl Hannibal von Dohna ging dann als kaiserlicher Gesandter an den Hof des sächsischen Kurfürsten in Dresden. Mit Vehemenz versuchte er, Johann Georg I. zum Eintritt in den Krieg an der Seite des Kaisers zu bewegen.
Nach der Schlacht am Weißen Berg 1622 wurde Dohna erneut Oberlausitzer Landvogt. Zudem erhielt er als Belohnung für seine Dienste auch das Amt des Präsidenten der Schlesischen Finanzkammer. Dort tat er sich besonders durch die Verfolgung der Protestanten hervor.
Als er 1628 mit grausamer Härte durch kaiserliche Dragoner die Protestanten zum Katholizismus zwingen wollte, erwarb er sich den Beinamen der Seligmacher. Auch belastete er Schlesien mit hohem Steuerdruck. Wegen einer Steuerabgabe auf Kühe hieß er der Kühmelker.
Der Dichter Martin Opitz war eine Zeit lang sein Sekretär.